# Maladera affinis
Maladera affinis är en skalbaggsart som beskrevs av Blanchard 1850. Maladera affinis ingår i släktet Maladera och familjen Melolonthidae. Inga underarter finns listade i Catalogue of Life.